# Emil Zuckerkandl
Emil Zuckerkandl (ur. 1 września 1849 w Raabie, zm. 28 maja 1910 w Wiedniu) – austriacki anatom i chirurg. Jego żoną była pisarka Berta Zuckerkandl-Szeps (1864–1945). Brat Otto Zuckerkandl (1861–1921) był chirurgiem i urologiem.
Studiował medycynę na Uniwersytecie Wiedeńskim, ukończył studia w 1874 roku. Jego nauczycielem był Josef Hyrtl. W 1875 roku został Privatdozentem anatomii na Uniwersytecie w Utrechcie, a w 1879 został asystentem na Uniwersytecie w Wiedniu, w 1882 roku został profesorem w Grazu. Od 1888 był profesorem anatomii opisowej i topograficznej na Uniwersytecie Wiedeńskim. W 1889 roku poślubił Bertę Szeps.
Jego asystentami i współpracownikami byli m.in. Heinrich Albrecht, William Stewart Halsted, Georg Lotheissen i Bernhard Aschner.
Zuckerkandl w 1901 roku opisał strukturę znaną dziś jako narząd Zuckerkandla albo ciałka przyaortalne, na jego cześć nazwano też powięź nerki (powięź Zuckerkandla) i pozostałość płata piramidowego tarczycy (processus posterior glandulae thyroideae albo guzek Zuckerkandla).

## Wybrane prace
- Zur Morphologie des Gesichtschädels”. Stuttgart, 1877
- Über eine bisher noch nicht beschriebene Drüse der Regio Suprahyoidea. Stuttgart, 1879
- Über das Riechcentrum. Stuttgart, 1887
- Normale und der pathologische Anatomie Nasenhöhle und ihrer pneumatischen Anhänge. Wien, 1892.